# Dick Sudirman
Dick Sudirman (* 29. April 1922 in Pematang Siantar; † 10. Juni 1986) war ein indonesischer Badmintonspieler und -funktionär.

## Karriere
Dick Sudirman war 1951 Gründungsmitglied des indonesischen nationalen Badmintonverbandes Persatuan Bulutangkis Seluruh Indonesia. Von 1952 bis 1963 und von 1967 bis 1981 war er Vorsitzender des Verbandes. 1975 wurde er ebenfalls zum Vizepräsidenten des Weltverbandes IBF gewählt. Nach ihm wurde der Sudirman Cup benannt.